# Ewald Gaul
Ewald Gaul (* 5. Februar 1919; † 29. September 2004) war ein deutscher Autor, Umweltschützer und Politiker (ödp) aus Karlsruhe.

## Leben
Nach dem Abitur absolvierte Gaul den Reichsarbeitsdienst. 1944 wurde er von der Gestapo in Haft genommen. Er studierte Rechtswissenschaft, Volkswissenschaft und Psychologie. 1946 promovierte er zum Dr. jur. Ab 1946 arbeitete er bei unterschiedlichen Unternehmen als Geschäftsführer und Generalbevollmächtigter. Ab 1960 hatte er sich in Zusammenarbeit mit Hans Domizlaff auf dem Gebiet der Massenpsychologie spezialisiert. Ab 1966 war er selbständig als Inhaber des Instituts für Markt- und Wirtschaftspsychologie tätig, nachdem er eine Krebserkrankung überwunden hatte. 1972 wurde er Mitglied der SPD.
Gaul war auch als Autor tätig. 1974 erschien mit Atomenergie oder ein Weg aus der Krise? sein bekanntestes Buch, das unter dem Herausgeber Freimut Duve mehrere Auflagen erfuhr. Die Restauflage des Buches als Taschenbuch wurde im Jahre 1985 dem Weltbund zum Schutz des Lebens, dessen Mitglied Gaul war, für die Öffentlichkeitsarbeit zur Verfügung gestellt.
Gaul war 1982 Gründungsmitglied der ödp und in der Anfangszeit Beisitzer im Bundesvorstand.
1983 hatte er eigenständig drei Ausgaben eines Blattes mit dem Namen Ökologie und Politik herausgegeben, aus dem sich die Parteizeitung ÖkologiePolitik entwickelte.

## Bibliografie
- Untersuchungen zum Tätertypus im Strafrecht. 1946.
- Atomenergie oder ein Weg aus der Krise. Rowohlt-Taschenbuch-Verlag, Hamburg 1974, ISBN 3-499-11773-8
- Die Petition. Fragen an ein Parlament zur industriellen Anwendung der Atomenergie – Aspekte zu Wyhl. Karlsruhe 1975, ISBN 978-3-8114-0075-7
- Atomares Dilemma. Fischer-Taschenbuch-Verlag, Frankfurt 1977 (mit Bodo Manstein), ISBN 978-3-436-02492-5